# Mineral County (Colorado)
Mineral County is een county in de Amerikaanse staat Colorado. De hoofdplaats is Creede.
De county heeft een landoppervlakte van 2.268 km² en 5 km² wateroppervlakte en telde 831 inwoners bij de volkstelling in 2000. Het is op twee na de dunstbevolkte county van de staat. Alleen Hinsdale County en San Juan County, die in het oosten aan Mineral County grenzen, tellen minder inwoners. De eerste permanente bewoning dateert uit de 19e eeuw.
Een groot deel van Mineral County is een moeilijk toegankelijk berglandschap. De county is vernoemd naar de vele kostbare mineralen in de bergen en beken. Dit deel van de Rocky Mountains heet het San Juan volcanic field en is sinds de jaren 60 uitvoerig onderzocht door geologen om oude uitgedoofde vulkanen in kaart te brengen. De grootste is La Garita Caldera. De La Garita Mountains vormen de grens met Saguache County in het noordoosten.